# Araneus anguinifer
Araneus anguinifer är en spindelart som först beskrevs av F. O. Pickard-Cambridge 1904.  Araneus anguinifer ingår i släktet Araneus och familjen hjulspindlar. Inga underarter finns listade i Catalogue of Life.